# دوله (سردشت)
دوله، روستایی از توابع بخش مرکزی شهرستان سردشت استان آذربایجان غربی ایران است.

## جمعیت
این روستا در شهرستان سردشت قرار داشته و بر اساس سرشماری سال ۱۳۸۵ جمعیت آن ۷۶ نفر (۱۷ خانوار)
بوده‌است.